# Resistance (2003)
Resistance ist ein US-amerikanisch-niederländisches Kriegsdrama von Todd Komarnicki aus dem Jahr 2003.

## Handlung
16. Januar 1944 im von Deutschland besetzten Belgien: Der US-amerikanische Major Theodore Brice, genannt Ted, stürzt mit dem Flugzeug in der Nähe des Dorfes Delahaut ab. Der Sohn des nazitreuen Artaud, Jean, findet den schwerverletzten Piloten und bringt ihn zu Claire Daussois, die wie ihr Mann Henri zur Résistance gehört. Ted war auf einem Aufklärungsflug, der die Befreiung des Landes durch die Alliierten vorbereiten sollte. Im Flugzeug befanden sich Unterlagen, die in den Händen der Deutschen eine Invasion verhindern würden. Die Résistancemitglieder beraten sich, ob sie zum von Deutschen bewachten Flugzeugwrack zurückkehren und die Papiere holen sollen oder ob sie darauf vertrauen, dass die Papiere beim Abflug zerstört wurden. Zu den wenigen, die die Papiere holen wollen, gehört Verkäuferin Lucette. Auf den Druck der anderen hin verzichtet sie auf eine Rettung der Papiere, bei der die deutschen Wachsoldaten umgebracht werden müssten, was weitere Vergeltungsschläge der Deutschen nach sich ziehen würde.
Während Henri und die anderen Mitglieder der Résistance Sabotageakte gegen die Besatzer vorbereiten, kommt Ted in seinem Versteck in Claires Haus langsam zu Kräften. Anthoine warnt Henri davor, dass Ted und Claire einander nahezustehen scheinen, doch will Henri nichts davon wissen. In der folgenden Nacht werden die deutschen Wachsoldaten ermordet und die Geheimpapiere entwendet. Die Deutschen führen in Delahaut eine Razzia durch und hängen zahlreiche Dorfbewohner. Jean schreibt aus einem Versteck die Namen mit und gibt die Liste an Claire, die sich angesichts des immer noch genesenden Ted weigert, ihrem Mann und den anderen Mitgliedern der Résistance in ein Versteck außerhalb des Dorfes zu folgen. Claire bittet Jean, niemandem die Liste der Toten zu zeigen.
Während Henri und die anderen Sabotageakte durchführen, kommen Claire und Ted sich näher, küssen sich und schlafen miteinander. Ted gesteht Claire, dass er sie liebt, und plant bereits eine Hochzeit. Jean wiederum findet in Claire und Ted Ersatzeltern, lehnt er seine nazitreuen Eltern doch ab. Eines Tages erfährt Claire, dass Ted durch die Résistance in drei Tagen abgeholt und nach Hause gebracht werden wird. Ted weigert sich vor Claire, zu gehen, doch macht sie ihm deutlich, dass sie Henri nie für ihn verlassen würde. Gemeinsam fahren sie in ein Nachbardorf, wo sie niemand kennt, und gehen gemeinsam in ein Lokal essen. Im Dorf treffen sie auf Henri, der die traute Gemeinsamkeit zwischen beiden erkennt. Er eröffnet Ted, dass er bereits an diesem Abend durch die Résistance abgeholt wird. Er versucht herauszubekommen, was zwischen Claire und Ted vorgefallen ist, doch gibt ihm Jean nur die Liste der von den Deutschen getöteten Belgiern. Henri wirft Ted vor, dass all die Menschen nur seinetwegen gestorben seien, glaubt er doch, dass er heimlich die Papiere aus der abgestürzten Maschine geholt hat. Henri fährt Ted später zum Übergabeplatz, der in Wirklichkeit eine Falle der Deutschen ist. Sie nehmen Ted fest und verhaften später auch Henri und Claire. Henri wird zu Tode gefoltert; Ted sieht die misshandelte Claire auf der SD-Dienststelle und nimmt alle Schuld an der Ermordung der deutschen Wachsoldaten auf sich. Er wird getötet, während Claire freigelassen wird.
Nach Ende der Besatzung, im Frühjahr 1945, kehrt Anthoine nach Delahaut zurück, wo er von Lucette erwartet wird. Sie berichtet ihm von Claires, Henris und Teds Schicksal und dass Ted die Schuld auf sich genommen hat, obwohl er nicht der Täter war. Es wird deutlich, dass damals Lucette die Wachen getötet und die Codes an sich genommen hatte. Jean ist unterdessen bei Claire geblieben, die er Mutter nennt. Seine Freizeit verbringt er oft beim Wrack des Flugzeuges, in dem damals Ted abgestürzt war, und spielt „Fliegen“.

## Produktion
Resistance beruht auf dem Roman Im Herzen des Winters (OT: Resistance) von Anita Shreve aus dem Jahr 1995; Shreve war auch am Drehbuch des Films beteiligt. Der Film wurde bis Frühjahr 2002 in den Niederlanden und vor allem Belgien, darunter in Bilstain (Limbourg), Dinant, Thimister-Clermont und Raeren, gedreht. Die Kostüme schuf Jany Temime, die Filmbauten stammen von Alfred Schaaf.
Resistance kam am 12. Juni 2003 in die niederländischen Kinos und wurde am 16. Juli 2003 auf dem Stony Brooks Film Festival erstmals in den Vereinigten Staaten gezeigt. In Deutschland erschien der Film am 2. Dezember 2004 direkt auf DVD.

## Synchronisation
| Rolle                      | Darsteller   | Synchronsprecher |
| -------------------------- | ------------ | ---------------- |
| Claire Daussois            | Julia Ormond | Madeleine Stolze |
| Major Theodore „Ted“ Brice | Bill Paxton  | Jacques Breuer   |

## Kritik
Das Lexikon des internationalen Films befand, dass der Film wie eine „nicht ganz gelungene Paraphrase von René Cléments Nacht der Erfüllung (1962) erscheint. Die Rolle der Résistance wird kaum vertieft.“